# Marathon van Parijs 1999
De marathon van Parijs 1999 werd gelopen op zondag 4 april 1999. Het was de 23e editie van deze marathon.
Bij de mannen was het de Keniaan Julius Rutto, die als eerste finishte in 2:08.10. De Roemeense Cristina Costea won bij de vrouwen in 2:26.10.

## Uitslagen

### Mannen
| rang   | naam                   | land | tijd    |
| ------ | ---------------------- | ---- | ------- |
| Goud   | Julius Rutto           | KEN  | 2:08.10 |
| Zilver | Paul Kipsambu          | KEN  | 2:08.25 |
| Brons  | Mwenze Kalombo         | COD  | 2:08.40 |
| 4      | Fred Kiprop            | KEN  | 2:08.44 |
| 5      | Elijah Lagat           | KEN  | 2:08.50 |
| 6      | Mohamed Ouaadi         | FRA  | 2:09.17 |
| 7      | James Moiben           | KEN  | 2:10.07 |
| 8      | Makhosonke Fika        | RSA  | 2:10.39 |
| 9      | Leszek Beblo           | POL  | 2:10.57 |
| 10     | Zebedayo Bayo          | TAN  | 2:11.17 |
| 11     | Mukhamet Nazipov       | KAZ  | 2:11.58 |
| 12     | Focus Wilbroad         | TAN  | 2:12.10 |
| 13     | Jean-Pierre Monciaux   | FRA  | 2:12.13 |
| 14     | Mohamed Guennani       | FRA  | 2:12.16 |
| 15     | Geoffrey Kinyua        | KEN  | 2:12.29 |
| 16     | Stephane Schweickhardt | SUI  | 2:13.33 |
| 17     | John Nada Saya         | TAN  | 2:13.50 |
| 18     | Sergey Kaledin         | RUS  | 2:13.55 |
| 19     | Abdelhakim Bagy        | MAR  | 2:14.38 |
| 20     | Richard Cheruiyot      | KEN  | 2:14.43 |
| 21     | Michael Dufermont      | FRA  | 2:14.45 |
| 22     | João Lopes             | POR  | 2:15.20 |
| 23     | Pascal Fetizon         | FRA  | 2:15.30 |
| 24     | Ottaviano Andriani     | ITA  | 2:15.47 |
| 25     | Abdellatif Talbani     | FRA  | 2:16.57 |

### Vrouwen
| rang   | naam                 | land | tijd    |
| ------ | -------------------- | ---- | ------- |
| Goud   | Cristina Costea      | ROU  | 2:26.10 |
| Zilver | Irina Timofejeva     | RUS  | 2:27.46 |
| Brons  | Mineko Yamanouchi    | JPN  | 2:28.52 |
| 4      | Alina Gherasim       | ROU  | 2:30.14 |
| 5      | Cristina Pomacu      | ROU  | 2:30.56 |
| 6      | Simona Staicu        | ROU  | 2:31.45 |
| 7      | Esther Barmasai      | KEN  | 2:32.55 |
| 8      | Judit Nagy           | HUN  | 2:34.01 |
| 9      | Fátima Silva         | POR  | 2:36.10 |
| 10     | Yan-Rong Wang        | CHN  | 2:37.49 |
| 11     | Faustina-Maria Ramos | ESP  | 2:38.45 |
| 12     | Elena Paramonova     | RUS  | 2:39.09 |
| 13     | Josette Colomb       | FRA  | 2:40.46 |
| 14     | Annika Nyberger      | SWE  | 2:41.11 |
| 15     | Magali Reymonencq    | FRA  | 2:45.45 |

1976 ·
1977 ·
1978 ·
1979 ·
1980 ·
1981 ·
1982 ·
1983 ·
1984 ·
1985 ·
1986 ·
1987 ·
1988 ·
1989 ·
1990 ·
1991 ·
1992 ·
1993 ·
1994 ·
1995 ·
1996 ·
1997 ·
1998 ·
1999 ·
2000 ·
2001 ·
2002 ·
2003 ·
2004 ·
2005 ·
2006 ·
2007 ·
2008 ·
2009 ·
2010 ·
2011 · 
2012 · 
2013 ·
2014 ·
2015 ·
2016 ·
2017